# Ualabi rupestre d'orelles curtes
El ualabi rupestre d'orelles curtes (Petrogale brachyotis) és una espècie de ualabi rupestre que viu al nord d'Austràlia, a les parts més septentrionals del Territori del Nord i Austràlia Occidental. És molt més gran que els seus parents més propers, el ualabi rupestre petit (Petrogale concinna) i el ualabi rupestre de Burbidge (Petrogale burbidgei).